# Walter Smith (voetballer)
Walter Ferguson Smith (Lanark, 24 februari 1948 – 26 oktober 2021) was een Schots voetbaltrainer en voetballer.

## Speler
Smith verdedigde in zijn spelerscarrière slechts de kleuren van twee teams. In 1966 debuteerde hij als verdediger bij Dundee United en vertrok daar pas in 1975, om voor Dumbarton FC te gaan spelen. Twee jaar later keerde hij terug op Tannadice Park om in 1980 zijn actieve spelersloopbaan af te sluiten.

## Manager
Smith ontwikkelde zich als trainer in de daaropvolgende jaren in dienst bij zowel Dundee United als de SFA. Als assistent van manager Jim McLean veroverde hij in het seizoen 1982/83 voor het eerst in de clubgeschiedenis van The Terrors de Scottish Premier League. Tijdens het WK 1986 in Mexico was Smith de assistent van bondscoach Alex Ferguson. Rangers' manager Graeme Souness vroeg Smith om na het WK zijn assistent te worden, en nam in april 1991 het roer over van zijn voormalige baas.
Smith was uitermate succesvol op Ibrox door zeven opeenvolgende landstitels in de wacht te slepen, waaronder de nationale trebble in 1993. In de periode 1991-1997 won hij bovendien drie Scottish Cups en Scottish League Cup. Na evenaring van Celtics record van negen opeenvolgende landstitels, gaf Smith in oktober 1997 te kennen Rangers te willen verlaten na een tijdperk van totale dominantie van zijn club in het Schotse voetbal. In 1998 wist Smith het record van tien kampioenschappen op rij niet te behalen, toen Celtic de titel opeiste. De Schotse bekerfinale ging verloren tegen Hearts.
Smith werd in de zomer van 1998 met hoge verwachtingen aangesteld als manager van het Engelse Everton FC. Drie seizoenen in de onderste regionen noopten het clubbestuur van The Toffees Smith in maart 2002 uit zijn positie te ontheffen. Teleurgesteld trok de Schot zich terug uit het betaalde voetbal, totdat zijn oud-collega Alex Ferguson hem overhaalde voor het slot van het seizoen 2003/04 als assistent-manager bij Manchester United te fungeren.
In december 2004 werd Smith aangesteld als bondscoach van Schotland als opvolger van Berti Vogts. Onder zijn leiding wist het afgegleden nationale team zich niet te plaatsen voor het WK 2006, maar tijdens zijn bewind steeg Schotland veertig plaatsen op de wereldranglijst. Voor de kwalificaties van EURO 2008 behaalde Smith een legendarische 1-0-overwinning op Frankrijk en voerde de kwalificatiegroep aan.
Hij overleed in oktober 2021 op 73-jarige leeftijd.
| Interlands Schotland onder leiding van Walter Smith | Interlands Schotland onder leiding van Walter Smith | Interlands Schotland onder leiding van Walter Smith | Interlands Schotland onder leiding van Walter Smith | Interlands Schotland onder leiding van Walter Smith | Interlands Schotland onder leiding van Walter Smith |
| №                                                   | Datum                                               | Wedstrijd                                           | Uitslag                                             | Competitie                                          |                                                     |
| --------------------------------------------------- | --------------------------------------------------- | --------------------------------------------------- | --------------------------------------------------- | --------------------------------------------------- | --------------------------------------------------- |
| 1                                                   | 26.03.2005                                          | Italië − Schotland                                  | 2 − 0                                               | WK-kwalificatie                                     |                                                     |
| 2                                                   | 04.06.2005                                          | Schotland − Moldavië                                | 2 − 0                                               | WK-kwalificatie                                     |                                                     |
| 3                                                   | 08.06.2005                                          | Wit-Rusland − Schotland                             | 0 − 0                                               | WK-kwalificatie                                     |                                                     |
| 4                                                   | 17.08.2005                                          | Oostenrijk − Schotland                              | 2 − 2                                               | Vriendschappelijk                                   |                                                     |
| 5                                                   | 03.09.2005                                          | Schotland − Italië                                  | 1 − 1                                               | WK-kwalificatie                                     |                                                     |
| 6                                                   | 07.09.2005                                          | Noorwegen − Schotland                               | 1 − 2                                               | WK-kwalificatie                                     |                                                     |
| 7                                                   | 08.10.2005                                          | Schotland − Wit-Rusland                             | 0 − 1                                               | WK-kwalificatie                                     |                                                     |
| 8                                                   | 12.10.2005                                          | Slovenië − Schotland                                | 0 − 3                                               | WK-kwalificatie                                     |                                                     |
| 9                                                   | 12.11.2005                                          | Schotland − Verenigde Staten                        | 1 − 1                                               | Vriendschappelijk                                   |                                                     |
| 10                                                  | 01.03.2006                                          | Schotland − Zwitserland                             | 1 − 3                                               | Vriendschappelijk                                   |                                                     |
| 11                                                  | 11.05.2006                                          | Bulgarije − Schotland                               | 1 − 5                                               | Kirin Cup                                           |                                                     |
| 12                                                  | 13.05.2006                                          | Japan − Schotland                                   | 0 − 0                                               | Kirin Cup                                           |                                                     |
| 13                                                  | 02.09.2006                                          | Schotland − Faeröer                                 | 6 − 0                                               | EK-kwalificatie                                     |                                                     |
| 14                                                  | 06.09.2006                                          | Litouwen − Schotland                                | 1 − 2                                               | EK-kwalificatie                                     |                                                     |
| 15                                                  | 07.10.2006                                          | Schotland − Frankrijk                               | 1 − 0                                               | EK-kwalificatie                                     |                                                     |
| 16                                                  | 11.10.2006                                          | Oekraïne − Schotland                                | 2 − 0                                               | EK-kwalificatie                                     |                                                     |

Op 10 januari 2007 werd Smith overgehaald voor een tweede termijn bij de Glasgow Rangers, waar hij na moeizame onderhandelingen met de SFA, werd aangesteld als opvolger van Paul Le Guen. Zijn assistent werd Ally McCoist.